# Der Psychologe
Der Psychologe. Berater für gesunde und praktische Lebensgestaltung war eine Schweizer «psychologische Monatsschrift» (Untertitel), die von 1949 (Band 1) bis 1964 (Band 16, Nr. 6) von Gustav Hans Graber in Schwarzenburg (Kanton Bern) herausgegeben wurde.

## Sonderausgaben
Die Nr. 5/6 des 8. Bandes (1956) war ein Jubiläums-Sonderdoppelheft mit dem Titel Sigmund Freud zum 100. Geburtstag. 1958 erschien das Sonderheft 4/5 Psychologie der Ehe mit internationalen Beiträgen, die gemäss Berthold Stokvis «einen wertvollen Beitrag zur Psychologie und Soziologie der Ehe» darstellt.